# Lakes (Alasca)
Lakes é uma Região censo-designada localizada no estado americano de Alasca, no Distrito de Matanuska-Susitna.

## Demografia
Segundo o censo americano de 2000, a sua população era de 6706 habitantes.

## Geografia
De acordo com o United States Census Bureau, a localidade tem uma área de 39,9 km², dos quais 35,4 km² cobertos por terra e 4,5 km² cobertos por água.

## Localidades na vizinhança
O diagrama seguinte representa as localidades num raio de 16 km ao redor de Lakes.